# Chloroclystis albiplaga
Chloroclystis albiplaga là một loài bướm đêm trong họ Geometridae.